# Bethausen
Bethausen es una comuna ubicada en el distrito de Timiș, Rumania.

## Superficie
Posee una superficie de 90,27 kilómetros cuadrados.

## Demografía
Hasta 2021 la población era de 2908 habitantes, con una densidad de población de 32,21 habitantes por kilómetro cuadrado.